# Human After All (노래)
〈Human After All〉은 프랑스의 전자 음악 듀오 다프트 펑크의 노래이다. 2005년 10월 21일에 발매된 세 번째 정규 음반 《Human After All》의 타이틀곡이자 세 번째 싱글이다. 싱글 발매에는 《Human After All: Remixes》 음반에 수록된 곡의 리믹스가 포함되어 있다. 〈Human After All〉은 프랑스 싱글 차트에서 93위로 정점을 찍었다.

## 배경
〈Human After All〉은 뮤직 비디오 없이 발매된 이 음반의 유일한 싱글이다. 다프트 펑크는 원래 비디오 제작을 시작했지만, 결국 이 듀오가 공동 작곡하고 감독한 장편 영화 《다프트 펑크의 일렉트로마》가 되었다.
다프트 펑크는 〈Human After All〉의 요소를 담은 TERIYAKI BOYZ의 곡 〈HeartBreaker〉를 프로듀싱했다. MTV 오스트레일리아는 〈Human After All〉의 코다를 채널 포맷의 "나오는" 부분에서 사용했다. 이 노래를 리믹스한 버전이 비디오 게임 《DJ 히어로 2》에 등장했다.
음반 《Alive 2007》에서는 〈Human After All〉이 음반 《Discovery》(2001년)의 수록곡 〈Superheroes〉와 《Homework》(1997년)의 〈Rock 'N Roll〉과 함께 등장한다. 이 곡은 《Alive 2007》의 앙코르에 투게더의 작사 작곡, 《Discovery》의 〈One More Time〉, 스타더스트의 곡 〈Music Sounds Better with You〉와 함께 섞여 등장하기도 했다.

## 곡 목록
| #  | 제목                                          | 재생 시간 |
| -- | --------------------------------------------- | --------- |
| 1. | 〈Human After All〉                           | 5:20      |
| 2. | 〈Human After All (Justice Remix)〉           | 3:58      |
| 3. | 〈Human After All (Emperor Machine Version)〉 | 6:04      |
| 4. | 〈Human After All (Alter Ego Remix)〉         | 9:22      |
| 5. | 〈Human After All (SebastiAn Remix)〉         | 4:45      |
| 6. | 〈Human After All (The Juan MacLean Remix)〉  | 6:43      |

| #  | 제목                                  | 재생 시간 |
| -- | ------------------------------------- | --------- |
| 1. | 〈Human After All〉                   | 5:20      |
| 2. | 〈Human After All (SebastiAn Remix)〉 | 4:45      |
| 3. | 〈Human After All (Alter Ego Remix)〉 | 9:22      |

| #  | 제목                                                  | 재생 시간 |
| -- | ----------------------------------------------------- | --------- |
| 1. | 〈Guy-Man After All (Justice Mix)〉                   | 3:58      |
| 2. | 〈Human After All (Emperor Machine Version)〉         | 6:04      |
| 3. | 〈Technologic (Digitalism's Highway to Paris Remix)〉 | 5:58      |